# (9745) Shinkenwada
(9745) Shinkenwada est un astéroïde de la ceinture principale.

## Description
(9745) Shinkenwada est un astéroïde de la ceinture principale. Il fut découvert le 2 novembre 1988 à Geisei par Tsutomu Seki. Il présente une orbite caractérisée par un demi-grand axe de 2,92 UA, une excentricité de 0,11 et une inclinaison de 1,8° par rapport à l'écliptique.

## Compléments